# Comment j'ai détesté les maths
Comment j'ai détesté les maths est un documentaire français réalisé par Olivier Peyon et sorti en novembre 2013. Il a été nommé aux César 2014 du meilleur film documentaire.

## Synopsis
Ce documentaire donne la parole à ceux qui ont subi l'enseignement des mathématiques, et l'ont en général détesté, parfois adoré. Il présente aussi la vision d'un historien des mathématiques (Jean Dhombres), ainsi que celle de nombreux acteurs des mathématiques, tant dans l'enseignement que dans la recherche (avec entre autres Cédric Villani) ou encore la finance.
Le film nous emmène à la fois à un congrès de mathématiciens à Hyderabad en Inde, dans la Silicon Valley, dans une classe prépa nantaise, et au cœur de la forêt à Oberwolfach, en Allemagne.

## Fiche technique
- Titre original : Comment j'ai détesté les maths
- Réalisation : Olivier Peyon
- Scénario : Olivier Peyon et Amandine Escoffier
- Musique : Nicolas Kuhn et Olivier Peyon
- Montage : Tina Baz
- Société de production : Haut et Court
- Société de distribution : Haut et Court
- Pays d'origine :  France
- Genre : documentaire
- Durée : 1 h 43
- Date de sortie : 
  - France : 27 novembre 2013

## Distribution
- Cédric Villani
- François Sauvageot
- Anne Siety
- Jean-Pierre Bourguignon
- Jean Dhombres
- Jim Simons
- Eitan Grinspun
- Robert Bryant (en)
- George Papanicolaou
- Bernd Strumfels
- Sri V.V.N.N.S Ram
- Dave Auckly
- Jill Adler
- Joshua Zucker
- Gerd-Martin Greuel
- Matteo Novaga
- Giovanni Bellettini
- Tal Malkin
- Rocco Servedio

## Distinctions

### Nomination
- César 2014 : meilleur film documentaire